# Digitaria rukwae
Digitaria rukwae är en gräsart som beskrevs av Clayton. Digitaria rukwae ingår i släktet fingerhirser, och familjen gräs. Inga underarter finns listade i Catalogue of Life.